# NGC 2399
NGC 2399 في الفهرس العام الجديد، هي مجرة، تقع في كوكبة الكلب الأكبر. اكتشفت في 26 فبراير 1853 .

## روابط خارجية
- NGC 2399 على موقع ويكي سكاي: DSS2, SDSS, GALEX, IRAS, Hydrogen α, X-Ray, Astrophoto, Sky Map, Articles and images